# 太阳照常升起 (小说)
《太阳照常升起》（英語：The Sun Also Rises），又譯《妾似朝陽又照君》，是美国诺贝尔文学奖得主欧内斯特·海明威于1926年创作的小说，讲述一群美国、英国侨民从巴黎旅行至西班牙的潘普洛納，观赏当地聖費爾明節奔牛、斗牛的故事。作为现代主义小说的先锋和不朽名作，它自出版之日起就得到各式各样的评价。海明威传记作者Jeffrey Meyers写道这部小说“被认为是海明威最伟大的作品”，而海明威研究学者Linda Wagner-Martin称这部小说为海明威最重要的小说作品。《太阳照常升起》在1926年10月由出版公司斯克裡布納之子公司于美国出版。一年后英国出版公司乔纳森·凯普在英格兰出版了这部小说，书名为《Fiesta》。此后这部小说接连再版。
海明威从1925年7月21日，也即他的生日开始写作这部小说，手稿大概是在两个月后初步完成。1926年冬季，他又对手稿进行了修改。小说是在海明威1925年的西班牙之旅的基础上创作的。小说的背景独特而令人难忘，为读者描述了巴黎落魄的咖啡馆生活，潘普洛納节日的刺激场面，中间还有一节专门描写比利牛斯山的钓鱼之旅。同样独特的还有海明威简约的写作风格，他用有限的词汇表现人物的性格和动作，这一作法后来被称为冰山理论。
这部小说表面讲述的是一个爱情故事：男主人公杰克·巴恩斯在战争中受伤而失去了性能力，女主人公则是男女关系随便的离异妇女勃莱特·阿什利夫人。杰克对勃莱特和罗伯特·科恩的风流韵事很不满，因而与科恩断交；勃莱特又引诱19岁的斗牛士罗梅罗，使杰克在潘普洛纳的西班牙人中声名尽丧。小说属于影射小说，其角色、情节是根据真人真事改编的。海明威在小说中提出一个观点，“迷惘的一代”，即在一戰中受到永久性的创伤而颓废、堕落的一代，曾经是活泼、坚强的。此外，海明威也探索了人性中的爱、死亡、重生等主题，以及男子汉气概。

## 创作背景
20世纪20年代，海明威时为加拿大报纸《多伦多星报》的通讯记者，居住在巴黎，曾前往诸如士麦那等城市报道当时正在进行的希土戰爭。海明威想把自己作为记者的经历用于创作小说，他相信一个作家可以利用现实中发生的事来编织情节，如果能从亲身经历里提取内容，并且能做到“写的比记得的还要真实”的话（Jeffrey Meyers语）。

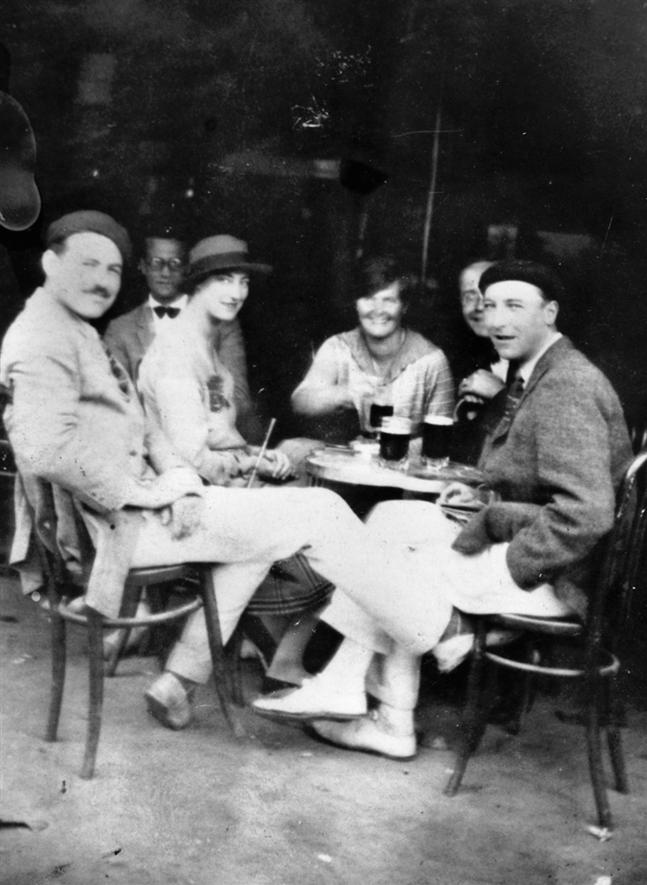
歐內斯特·海明威（蓄有胡须）和达夫·托斯顿夫人（戴有帽子），哈德莉（海明威的妻子），以及另外三个人在西班牙的潘普洛纳，1925年7月

1923年，海明威在首任妻子哈德莉的陪伴下参加了西班牙潘普洛纳聖費爾明節活动。他在当地迷上了斗牛。1924年，海明威夫妇再次前往潘普洛纳，旅途极尽欢乐，随行的还有埃里克·道曼-史密斯、约翰·多斯·帕索斯和唐纳德·奥格登·斯图尔特夫妇。海明威夫妇在1925年6月第三次游览潘普洛纳，这次随行的与以往不同，是一群美英侨民，有海明威在密歇根的儿时玩伴比尔·史密斯，唐纳德·奥格登·斯图尔特，达夫·托斯顿夫人（新近离婚的社交名媛）和她的情人帕特·格思里，还有哈罗德·勒布。在潘普洛纳这个小群体很快因矛盾而崩解，海明威被达夫·托斯顿夫人吸引，因此对哈罗德·勒布产生嫉妒，后者正与托斯顿夫人开始一段浪漫之旅。到了周末，两位男士进行了一场公开的斗殴。以此为背景的却是：来自隆达的天才青年斗牛士卡耶塔诺·奥多涅兹在斗牛场中的杰出表现一举征服观众，他割下自己刚刚杀死的牛的耳朵，将牛耳献给海明威的妻子哈德莉。离开潘普洛纳后，伊拉蒂河（靠近納瓦拉的Burguete镇）的钓鱼活动被污染的河水毁了。
海明威本打算写一本关于斗牛的非小说著作，但是觉得那一个星期的经历已经足够用来写一部小说，于是祭典结束后又过了几天，海明威在7月21日，也即他的生日开始写《太阳照常升起》的草稿。8月17日，海明威已经写了14章，将小说暂名为《Fiesta》，然后回到了巴黎。他在1925年9月21日完成了草稿，接下来的一个周末为小说写了前言，将小说改名为《迷惘的一代》。
1925年12月，海明威夫妇前往奥地利的施倫斯过冬。海明威开始进一步地修改手稿。宝莲·菲佛也于第二年1月来到这里，并且不顾哈德莉的反对，力劝海明威与斯克裡布納之子公司签订合同。海明威前往纽约和出版人见面，返程时在巴黎与宝莲·菲佛产生了恋情。海明威3月回到施倫斯，6月和哈德莉、宝莲同往潘普洛纳。回巴黎时，哈德莉提出与海明威分居，前往法国南部。8月，海明威孤身在巴黎，完成了小说的校对，将小说题献给妻子和儿子。十月份，小说出版，哈德莉提出与海明威离婚，海明威将这部小说的版税给了她。

## 出版经过

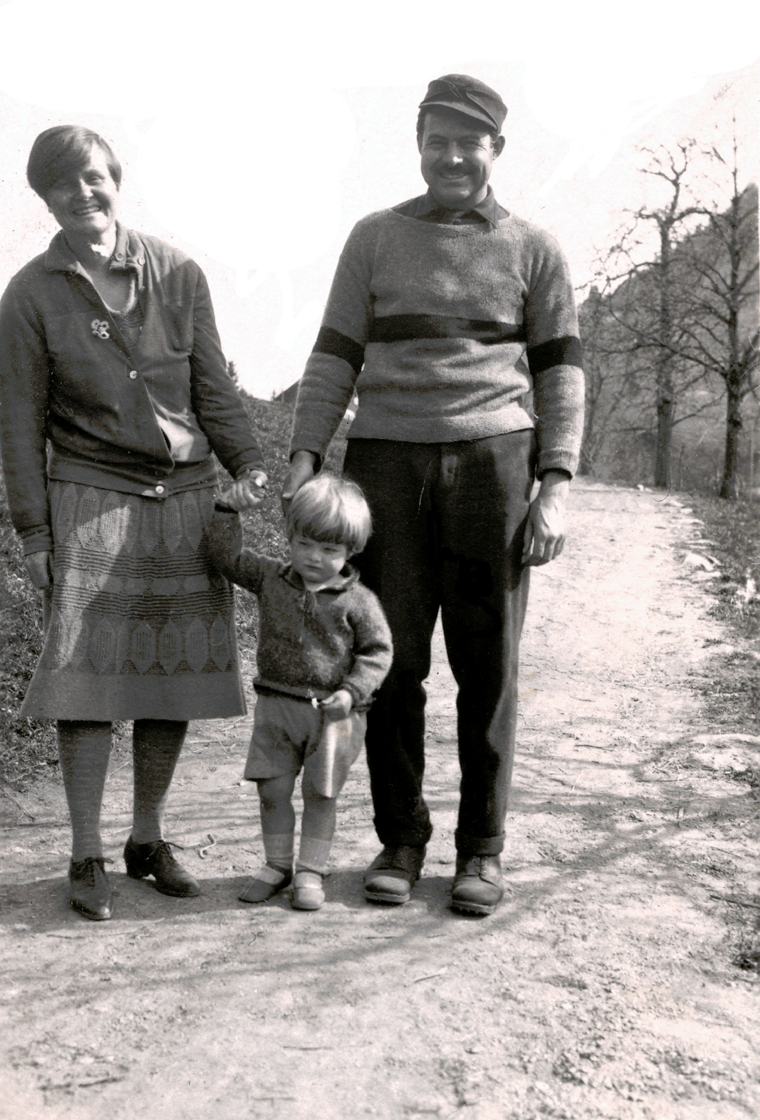
海明威1925年12月在奥地利的施伦斯，和妻子哈德莉、儿子杰克在一起。这段时间他写了《春天的激流》。

海明威为了让斯克裡布納之子公司出版《太阳照常升起》，似乎故意违反了与他原来的出版人的协议。1925年12月，他匆匆写就了《春天的激流》——一部攻击作家舍伍德·安德森的中篇讽刺小说，把这本书交给他的出版公司波尼与李佛莱特。他与该公司多达三册的合同中有条款规定，如果该公司拒绝出版他的著作，则合同终止。Boni & Liveright公司面对海明威向自己旗下最有市场的作家的攻击，完全没有幽默感，他们当即拒绝接受该作品，并终止了合同。几周之后，海明威和斯克裡布納之子公司签订了新合同，该公司同意出版《春天的激流》以及海明威的后续著作。
斯克裡布納之子公司在1926年10月22日出版了《太阳照常升起》。初版印数5090册，每册售价2美元。Cleonike Damianakes为这本书的封套设计了希腊风格的插画，画面是一名被破烂的绳子捆缚的女性，低着头，一只手拿着苹果，大腿裸露。书的标题用苹果装饰，含蓄地表现出准色情的氛围。两个月后，这本书就被加印，售出7000册。到1928年海明威的短篇小说集《没有女人的男人》出版时，《太阳照常升起》正值第八次印刷。

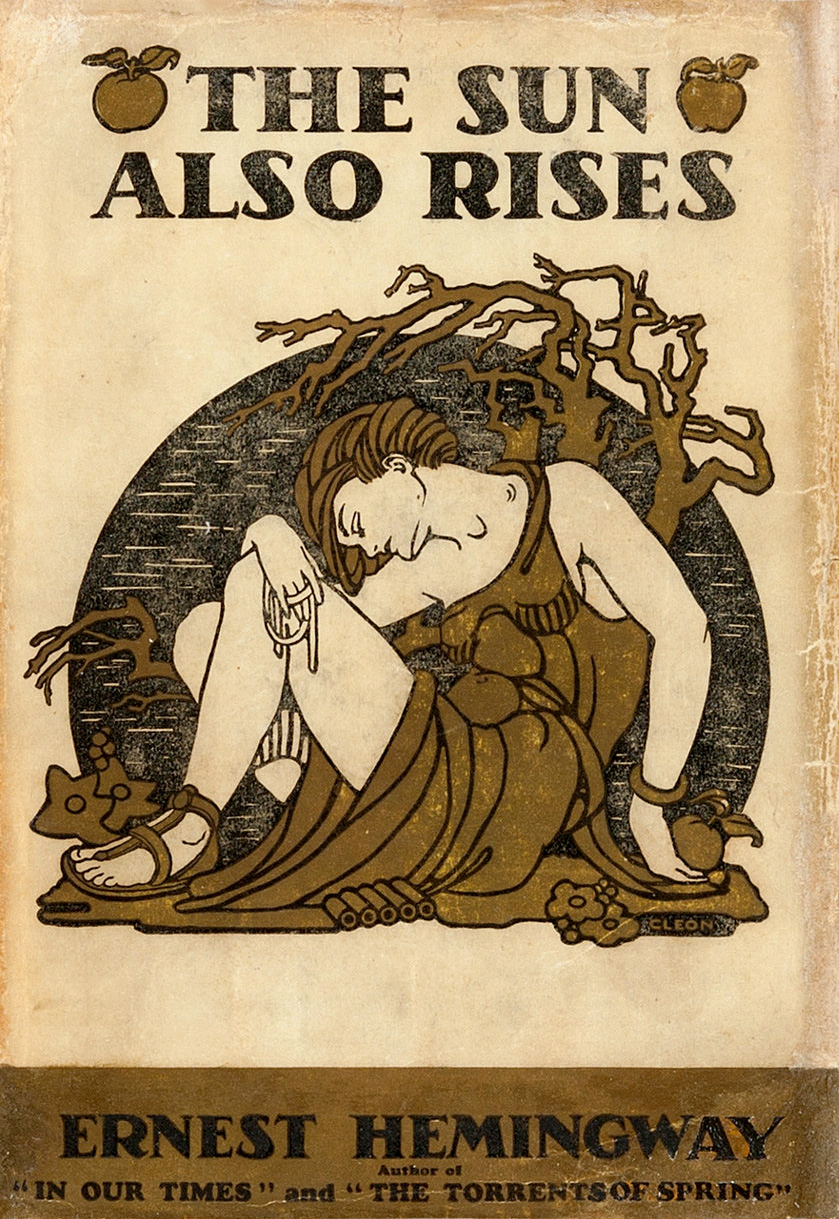
《太阳照常升起》初版由斯克裡布納之子公司出版于1926年，封面防尘套由Cleonike Damianakes绘制。封面为希腊风格，含蓄地表现出准色情的氛围。

1927年这部小说由Jonathan Cape在英国出版，标题《Fiesta》，原书的两段题词被删去。20世纪90年代，英国版易名为《Fiesta:The Sun Also Rises》。1947年，斯克裡布納之子公司出版了海明威著作套装，包括《太阳照常升起》、《永别了，武器》和《戰地鐘聲》。
1983年《纽约时报》报道《太阳照常升起》自1926年出版以来接连重印，而且很可能是世界上被翻译最多的文学作品。那时候斯克裡布納之子已经开始印制大众平装版本（较小的尺寸，适合放入口袋），以补充现有的价格稍高的普通平装版本。2006年Simon & Schuster公司制作的多本有声版海明威小说中也包括本作。

## 情节概要
小说的主人公名叫杰克·巴恩斯，是一名暂居巴黎的美国记者，他曾在战争中受伤而失去性能力，但小说中并未明确交代他在战争中受到的是哪种伤害。杰克爱上了勃萊特·阿什利夫人——两度离婚的英国女性。留有象征20年代性解放思潮的鲍勃头发型的勃萊特有过数不清的风流往事。
小说第一部发生在巴黎的咖啡馆。故事开始，杰克与大学友人罗伯特·科恩打完网球，挑选了一个妓女（乔其纱），然后在一个夜总会巧遇勃莱特和Mippipopolous伯爵。勃莱特随杰克一同离开了，在的士里她向杰克倾诉了她的爱情，但他们心里知道两个人之间难以保持长久的关系。
小说第二部中，出现了两个新人物，一个是比尔·戈登，他是从纽约来的，另一个是勃莱特的未婚夫麦克·坎贝尔，来自苏格兰。杰克和比尔去西班牙旅行，在潘普洛纳北方遇到了罗伯特·科恩，一起去钓鱼。其实科恩来潘普洛纳是为了等候勃莱特和麦克。科恩一年前曾和勃莱特有过一段恋情，尽管勃莱特已经与麦克订婚，还是对她难以割舍。杰克和比尔享受了五天的安宁，在Burguete镇附近的溪流中钓鱼，此后他们又在潘普洛纳与众人重聚，开始酗酒。众人对科恩的存在越来越反感，时常用歧视犹太人的言语嘲讽他。庆典期间，众人饮酒作乐，观看奔牛活动，欣赏斗牛表演，互相斗嘴。在Montoya的旅馆，杰克把勃莱特介绍给罗梅罗；她一下子就被这个19岁的斗牛士吸引住了，引诱了他。麦克，杰克，科恩，罗梅罗，四个男人为了勃莱特，彼此之间因嫉妒而关系紧张。科恩大学时期是金牌拳击手，和杰克、麦克、罗梅罗打了一架，罗梅罗受了伤，但还是在斗牛场中表现出色。
小说第三部讲述众人庆典后的故事。清醒之后的他们离开了潘铺洛纳，比尔回到巴黎，麦克留在巴約訥，杰克去了西班牙东北部的聖塞瓦斯蒂安。杰克正要回巴黎前，收到了勃莱特求助的电报，她原本和罗梅罗去了马德里。他在一个廉价旅馆里找到了她，她身边既没有钱，也没有罗梅罗。她宣布她要嫁给麦克。小说的结尾，杰克和勃莱特在出租车中谈论着本有可能发生的事情。

## 小说主旨

### 巴黎，以及迷惘的一代
《太阳照常升起》的第一部设定在20世纪20年代的巴黎。在“咆哮的二十年代”，因为汇率有优势，美国人涌往巴黎，约有20万名讲英语的侨民居住在那里。國際先驅論壇報在1925年报道，巴黎有美国医院，美国图书馆，还有美国商会。很多美国作家对美国不满，因为他们发现美国不像欧洲有那么多的艺术自由。海明威在巴黎期间，他的朋友詹姆斯·喬伊斯创作的《尤利西斯》就在纽约遭禁并被焚毁。
《太阳照常升起》的两段题词清楚地表达了小说的主题。第一个主题是对“迷惘的一代”这一格特魯德·斯泰因提出的用于指代一战后一代人的名词的隐喻；另一段题词引用自《圣经》中的《传道书》：“人一切的勞碌、就是他在日光之下的勞碌、有甚麼益處呢。一代過去、一代又來、地卻永遠長存。日頭出來、日頭落下、急歸所出之地。”海明威对他的编辑Max Perkins说，这本书的重点并不是描述“迷惘的一代”，而在于“地卻永遠長存”。他认为这部小说里的人物只是“受打击了”，而不是“迷惘了”。
海明威研究学者Wagner-Martin写道，海明威希望这部小说能揭示更多道德方面的问题，因此他将小说题目从《庆典》改为《太阳照常升起》。本作可以被当作是一部讲述厌倦生活的侨民故事的小说，也可以当作道德寓意的故事，讲述主人公在不道德的世界里坚持自身的道德。

### 女性和爱情
离过两次婚的勃莱特·阿什利夫人代表着解放的新女性（在二十世纪二十年代，离婚在巴黎是普通而容易的事情）。詹姆斯·内格尔写道，在勃莱特身上，海明威创造了二十世纪美国文学中最为迷人的女性之一。她性生活混乱，生活在巴黎的夜店与咖啡厅中。在潘普洛纳她引发混乱：她出现之时，男人们饮酒斗殴。她还勾引年轻的斗牛士，成为了节日中的喀耳刻女神。批评家给予她各种不同的形容：复杂，难以捉摸，神秘。唐纳德·戴克说海明威“以一种同情与反感之间微妙的平衡对待她”。她脆弱，宽容，独立，海明威将她与书中其他不是娼妓就是专横唠叨的女人并置。
内格尔认为这本小说是一个悲剧。杰克和勃莱特之间的关系破裂，是因为他们的爱不能通过性结合而圆满。因勃莱特而产生的冲突也破坏了杰克和罗伯特·科恩之间的友谊，而且她在潘普洛纳的行为还影响了杰克在西班牙人之间那得來不易的声誉。梅耶斯将勃莱特看作是一个想要没有爱而性的女人，而杰克却只能给她没有性的爱。虽然勃莱特与许多男人上过床，但她爱的是杰克。达纳·弗尔说尽管杰克有残疾，勃莱特还是愿意和杰克以一种“非传统的性关系”在一起。其他的批评家如莱斯利·费德勒和妮娜·贝姆将她视作一个终极的荡妇；费德勒将她看作是“海明威笔下‘贱女人’最突出的例子”之一。当杰克说：“送一个姑娘与一个男人离开……现在又去把她带回来，然后在电报上署上‘爱你的’。”时，他感到了他们之间关系的苦涩。
批评家们以不同的方式来解释杰克与勃莱特之间的关系。戴克表示，在罗梅罗离开而杰克在她的召唤之下到来之时，勃莱特在马德里的行为反映了她的不道德。斯科特·唐纳德森认为，海明威以这样一种方式来表现杰克与勃莱特之间的关系——杰克知道“因为有勃莱特这个朋友他没有付出什么便得到一些东西，但他迟早要還清这筆账的”。戴克提到勃莱特依靠杰克付钱乘火车从马德里到圣塞瓦斯蒂安，与她的未婚夫迈克重新会合。在海明威删掉的一段中，他让杰克思考“不和這個女人上床，遂能更了解她”。在小说结尾处，虽然杰克爱着勃莱特，但当他在马德里开始和勃莱特保持距离时，他似乎正经历着转变。雷纳德认为杰克代表着“每个人”，在叙述过程中，他失去了他的荣誉，信念和希望。他将这本小说视作一出道德剧，杰克扮演着那个失去最多的人。

### 反犹太主义
海明威被认为是反犹太主义者，他在小说中描述罗伯特·科恩所使用的语言就是一大体现。科恩常常被蔑称为“犹太佬”，这个不讨喜的犹太人是以哈羅德·勒布为原型的。

## 写作风格
海明威的小说以他朴素的语言而著名。